# Blauwe torpedobaars
De blauwe torpedobaars (Malacanthus latovittatus) is een straalvinnige vissensoort uit de familie van tegelvissen (Malacanthidae). De wetenschappelijke naam van de soort is voor het eerst gepubliceerd in 1801 door Bernard Germain de Lacépède.
De blauwe torpedobaars, die circa 45 cm lang kan worden, komt voor in tropische delen van de Indische en de Grote Oceaan. Hij kan worden waargenomen bij de buitenkant van riffen, waar hij zijn goed ontwikkelde ogen gebruikt om prooi te vangen.
Burgers Zoo heeft een aantal exemplaren in Burgers' Ocean.